# Сопіт Ольга Олександрівна
Ольга Олександрівна Сопіт (нар. 27 лютого 2003) — українська фехтувальниця на рапірах.

## Спортивна кар'єра
Тренується у Франції, в муніципалітеті Бур-ла-Рен, що поблизу Парижа, у тренера Ремі Мерло.
У травні 2023 року стала чемпіонкою Європи серед молоді в індивідуальних змаганнях. Окрім цього, з Крістіною Петровою, Аліною Полозюк та Дарією Миронюк, виграла срібну медаль в командних змаганнях.
У травні 2024 року, разом із Катериною Буденко, Аліною Полозюк та Дарією Миронюк, виграла бронзові медалі Кубка світу. Ця медаль стала першою в історії для українських рапіристок на змаганнях такого рівня.
На початку червня виграла срібну медаль у команді з Катериною Буденко, Аліною Полозюк та Дарією Миронюк на молодіжному чемпіонаті Європи.
23 листопада 2024 року, разом із Катериною Буденко, Аліною Полозюк та Дарією Миронюк, виграла срібні медалі Кубка світу, який відбувся у Тунісі. На шляху до фіналу, здолали Угорщину (45:38), перший номер світового рейтингу Італію (45:43), а також Францію (41:39). У фіналі поступилися чинним бронзовим олімпійським медалісткам, збірній Японії (22:24).

## Досягнення
Командні
| Сезон   | Дата              | Місце проведення | Турнір      | Результат |
| ------- | ----------------- | ---------------- | ----------- | --------- |
| 2023/24 | 5 травня 2024     | Гонконг          | Кубок світу | Бронза    |
| 2024/25 | 23 листопада 2024 | Туніс            | Кубок світу | Срібло    |